# Rhacophorus calcadensis
Rhacophorus calcadensis — вымирающий вид бесхвостых земноводных семейства веслоногих лягушек. Эндемик южных Западных Гат в штатах Керала и Тамилнад, Индия. Видовое название относится к местности обитания — городу Калаккад в Тамилнаде.

## Внешний вид и строение
Размер колеблется от 20 до 90 мм. Окраска спины бледно-зеленовато-коричневая с пятнами на боках. Низ живота от палевого до бледно-зеленого цвета. Перепонки похожей окраски имеются между пальцами передних и задних конечностей. На передних и задних конечностях имеются кожные лоскуты, на каждой задней конечности есть шпора.

## Среда обитания и образ жизни
Естественная среда обитания — тропические влажные низменные леса, горные леса и реки. Вид наблюдается на высоте 30 м в пологе леса в течение дня. Размножаются до или после сезона муссонов, спускаясь в мелкие водоемы или медленно текущие ручьи. Группы из четырёх или пяти самцов собираются вокруг самок, издавая умеренно громкий звук «чуч-чррр-чак-чак-чак». Они строят пенные гнезда на растительности, нависающей над мелкими водоемами. Гнездо похоже на гнездо Rhacophorus malabaricus, но меньше по размеру.
Находится под угрозой исчезновения из-за потери среды обитания.